# Undermålning
Undermålning är en måleriteknik där man innan man målar den färdiga målningen målar en underliggande bild vars syfte är att antingen skina igenom under en lasering eller bara fungera som referens för den överliggande målningen. En undermålning i gråtoner brukar kallas för grisaille. Förr var det även vanligt med en grön undermålning, en så kallad verdacchio.